# 兵庫県道354号淡河吉川線
兵庫県道354号淡河吉川線（ひょうごけんどう354ごう おうごよかわせん）は、兵庫県神戸市北区から三木市に至る一般県道である。

## 概要
神戸市北区淡河町淡河から三木市吉川町有安に至る。

### 路線データ
- 起点：神戸市北区淡河町淡河（淡河本町交差点、国道428号上、兵庫県道38号三木三田線交点）
- 終点：三木市吉川町有安（渡瀬バイパス東交差点、兵庫県道17号西脇三田線交点）
- 総延長：3.774 km

## 路線状況

### 重複区間
- 国道428号（神戸市北区淡河町淡河・淡河本町交差点（起点） - 三木市吉川町奥谷・二ツ子町交差点）
- 兵庫県道355号楠原三木線（三木市吉川町湯谷 - 三木市吉川町奥谷・二ツ子町交差点）

### 道路施設

#### 橋梁
- 歳田橋（淡河川、神戸市北区、国道428号重複区間内）
- 丸山橋（僧尾川、神戸市北区、国道428号重複区間内）
- 下田橋（僧尾川、神戸市北区、国道428号重複区間内）
- 潮橋（美嚢川、三木市）

## 地理

### 通過する自治体
- 神戸市（北区）
- 三木市

### 交差する道路
| 交差する道路                                                | 市町村名 | 市町村名 | 交差する場所 | 交差する場所                |
| ----------------------------------------------------------- | -------- | -------- | ------------ | --------------------------- |
| 国道428号 重複区間起点 兵庫県道38号三木三田線               | 神戸市   | 北区     | 淡河町淡河   | 淡河本町交差点 / 起点       |
| 兵庫県道355号楠原三木線 重複区間起点                        | 三木市   | 三木市   | 吉川町湯谷   |                             |
| 国道428号 重複区間終点 兵庫県道355号楠原三木線 重複区間終点 | 三木市   | 三木市   | 吉川町奥谷   | 二ツ子町交差点              |
| 兵庫県道17号西脇三田線 兵庫県道20号加古川三田線 重複        | 三木市   | 三木市   | 吉川町有安   | 渡瀬バイパス東交差点 / 終点 |

### 沿線
- 道の駅淡河
- 吉川総合公園
- 兵庫県立吉川高等学校